# Vuelta a Colombia 1988
La 38.ª edición de la Vuelta a Colombia (patrocinada como: Vuelta a Colombia Colmena) tuvo lugar entre el 8 y el 19 de junio de 1988. El cundinamarqués Luis Alberto Herrera del equipo Café de Colombia se coronó campeón por cuarta vez como campeón de la Vuelta con un tiempo de 37 h, 14 min y 16 s.

## Equipos participantes
| Equipo                                  | Categoría   |
| --------------------------------------- | ----------- |
| Café de Colombia                        | Profesional |
| Castalia                                | Aficionado  |
| Kelme-Club Soda Clausen-Iberia (España) | Profesional |
| Manzana Postobón                        | Profesional |
| Pilas Varta                             | Aficionado  |
| Pinturas Philaac                        | Aficionado  |
| Pony Malta-Avianca                      | Profesional |
| Pony Malta Aficionado                   | Aficionado  |
| Shampoo Taty                            | Aficionado  |

## Etapas
| Etapa      | Fecha       | Recorrido                           | Distancia (km) | Ganador                 | Líder                   |
| ---------- | ----------- | ----------------------------------- | -------------- | ----------------------- | ----------------------- |
| Prólogo    | 8 de junio  | Medellín Velódromo - Pueblito Paisa | 5,8 (CRI)      | Álvaro Mejía Castrillón | Álvaro Mejía Castrillón |
| 1.ª etapa  | 9 de junio  | Guarne - La Ceja                    | 41,2 (CRE)     | Equipo Manzana Postobón | Pablo Emilio Wilches    |
| 2.ª etapa  | 9 de junio  | La Ceja - Envigado                  | 89,1           | Luis Alberto Herrera    | Pablo Emilio Wilches    |
| 3.ª etapa  | 10 de junio | Medellín - Supía                    | 148            | Álvaro Sierra Peña      | Néstor Oswaldo Mora     |
| 4.ª etapa  | 11 de junio | Supía - Pereira                     | 121            | Nelson Rodríguez Serna  | Néstor Oswaldo Mora     |
| 5.ª etapa  | 12 de junio | Pereira - Cali                      | 219            | William Alirio Pulido   | Néstor Oswaldo Mora     |
| 6.ª etapa  | 13 de junio | Yumbo - Buga                        | 49,6 (CRI)     | Álvaro Mejía Castrillón | Álvaro Mejía Castrillón |
| 7.ª etapa  | 14 de junio | Buga - Manizales                    | 192,3          | Pablo Emilio Wilches    | Álvaro Mejía Castrillón |
| 8.ª etapa  | 15 de junio | Manizales - Honda                   | 138,9          | Álvaro Sierra Peña      | Álvaro Mejía Castrillón |
| 9.ª etapa  | 16 de junio | Honda - Bogotá                      | 160            | Hugo Hernán Patiño      | Álvaro Mejía Castrillón |
| 10.ª etapa | 17 de junio | Chía - Chiquinquirá                 | 121            | Néstor Oswaldo Mora     | Álvaro Mejía Castrillón |
| 11.ª etapa | 18 de junio | Villa de Leyva - Tunja              | 38 (CRI)       | Luis Alberto Herrera    | Luis Alberto Herrera    |
| 12.ª etapa | 19 de junio | Tunja - Bogotá                      | 154            | Óscar Rivera            | Luis Alberto Herrera    |

## Clasificaciones finales

### Clasificación general
Los diez primeros en la clasificación general final fueron:
| Clasificación general |                          |                                |                  |
| Ciclista              | Ciclista                 | Equipo                         | Tiempo           |
| --------------------- | ------------------------ | ------------------------------ | ---------------- |
| 1.º                   | Luis Alberto Herrera     | Café de Colombia               | 37 h 14 min 16 s |
| 2.º                   | Álvaro Mejía Castrillón  | Castalia                       | + 1 min 31 s     |
| 3.º                   | Pablo Emilio Wilches     | Manzana Postobón               | + 2 min 09 s     |
| 4.º                   | Fabio Enrique Parra      | Kelme-Club Soda Clausen-Iberia | + 2 min 20 s     |
| 5.º                   | Luis Alberto González    | Pony Malta-Avianca             | + 2 min 44 s     |
| 6.º                   | Álvaro Sierra Peña       | Pinturas Philaac               | + 3 min 14 s     |
| 7.º                   | Reynel Montoya Jaramillo | Pony Malta-Avianca             | + 3 min 42 s     |
| 8.º                   | Luis Alberto Camargo     | Manzana Postobón               | + 3 min 57 s     |
| 9.º                   | Carlos Mario Jaramillo   | Manzana Postobón               | + 5 min 30 s     |
| 10.º                  | Celio Roncancio González | Pony Malta-Avianca             | + 7 min 11 s     |

### Clasificación de la montaña
| Clasificación de la montaña |                        |                  |        |
| Ciclista                    | Ciclista               | Equipo           | Puntos |
| --------------------------- | ---------------------- | ---------------- | ------ |
| 1.º                         | Carlos Mario Jaramillo | Manzana Postobón | 110    |
| 2.º                         | Álvaro Sierra Peña     | Pinturas Philaac | 91     |
| 3.º                         | Pablo Emilio Wilches   | Manzana Postobón | 63     |

### Clasificación de las metas volantes
| Clasificación de las metas volantes |                       |                  |        |
| Ciclista                            | Ciclista              | Equipo           | Puntos |
| ----------------------------------- | --------------------- | ---------------- | ------ |
| 1.º                                 | Juan Carlos Arias     | Pilas Varta      | 49     |
| 2.º                                 | Heriberto Castro      | Pinturas Philaac | 44     |
| 3.º                                 | William Alirio Pulido | Castalia         | 38     |

### Clasificación de la combinada
| Clasificación de la combinada |                        |                  |        |
| Ciclista                      | Ciclista               | Equipo           | Puntos |
| ----------------------------- | ---------------------- | ---------------- | ------ |
| 1.º                           | Carlos Mario Jaramillo | Manzana Postobón | 18     |
| 2.º                           | Álvaro Sierra Peña     | Pinturas Philaac | 21     |
| 3.º                           | Pablo Emilio Wilches   | Manzana Postobón | 37     |

### Clasificación de la regularidad
| Clasificación de la regularidad |                        |                  |        |
| Ciclista                        | Ciclista               | Equipo           | Puntos |
| ------------------------------- | ---------------------- | ---------------- | ------ |
| 1.º                             | Luis Alberto Herrera   | Café de Colombia | 78     |
| 2.º                             | Carlos Mario Jaramillo | Manzana Postobón | 46     |
| 2.º                             | Álvaro Sierra Peña     | Pinturas Philaac | 42     |

### Clasificación de los novatos
| Clasificación de los novatos |                         |                       |                  |
| Ciclista                     | Ciclista                | Equipo                | Tiempo           |
| ---------------------------- | ----------------------- | --------------------- | ---------------- |
| 1.º                          | Álvaro Mejía Castrillón | Castalia              | 37 h 15 min 47 s |
| 2.º                          | Álvaro Sierra Peña      | Pinturas Philaac      | + 1 min 43 s     |
| 3.º                          | Marco Aurelio Carreño   | Pony Malta Aficionado | + 7 min 56 s     |

### Clasificación por equipos
| Clasificación por equipos |                    |                   |
| Equipo                    | Equipo             | Tiempo            |
| ------------------------- | ------------------ | ----------------- |
| 1.º                       | Manzana Postobón   | 110 h 02 min 00 s |
| 2.º                       | Pony Malta-Avianca | + 2 min 34 s      |
| 3.º                       | Café de Colombia   | + 9 min 15 s      |